# Alfredo Mayo
Alfredo Fernández Martínez, conocido artísticamente como Alfredo Mayo, (Barcelona, 17 de mayo de 1911-Palma de Mallorca, 19 de mayo de 1985) fue un actor español.
Al término de la guerra civil española, en la que llegó a ser teniente de Aviación del bando sublevado, y durante la década de 1940, se convirtió en uno de los actores predilectos del cine español, a menudo en papeles de galán. En su filmografía destacan La florista de la reina (1940), Harka (1941), Raza (1941), ¡A mí la Legión! (1942), Deliciosamente tontos (1943), Obsesión (1947), El santuario no se rinde (1949), La leona de Castilla (1951), el gran éxito de taquilla El último cuplé (1957), Quince bajo la lona (1959), La caza (1965) y Peppermint frappé (1967).

## Biografía
Sus padres fueron Felipe Fernández Mansilla y Emilia Martínez y Porcillo, quienes se habían casado en Barcelona en 1910. Tuvo un hermano llamado Felipe. Más tarde se irían a vivir a Madrid. Poco tiempo viviría en la capital al construir sus padres una casa en Castropodame (León), de donde era su padre, y donde habían pasado muchas vacaciones. Después de acabar el bachillerato, comenzó los estudios de medicina, pero pronto los abandonaría para entrar en una compañía teatral del tarraconense Ernesto Vilches, director de Argentina quien había trabajado en Hollywood. En 1934 hace la mili [cita requerida], y en la Nochevieja de aquel año mientras practicaba cada día el arte ecuestre.[cita requerida] (????)
En 1935 comienza en el mundo del cine con la película El 113 dirigida por el propio Vilches en donde interpreta a un joven ingeniero llamado Marcelo Brichot. Un año más tarde realizaría su primer papel protagonista en la película Las tres gracias, una producción hispano-lusa dirigida por José Leitão de Barros sobre la vida del poeta Manuel María Barbosa du Bocage, que interpretaría el propio Alfredo Mayo. Tras realizar la película, sirvió en las fuerzas aéreas en el bando sublevado, donde estuvo hasta el final de la guerra.
En 1938 fue profesor de la Escuela de Especialistas de Aviación de Málaga.

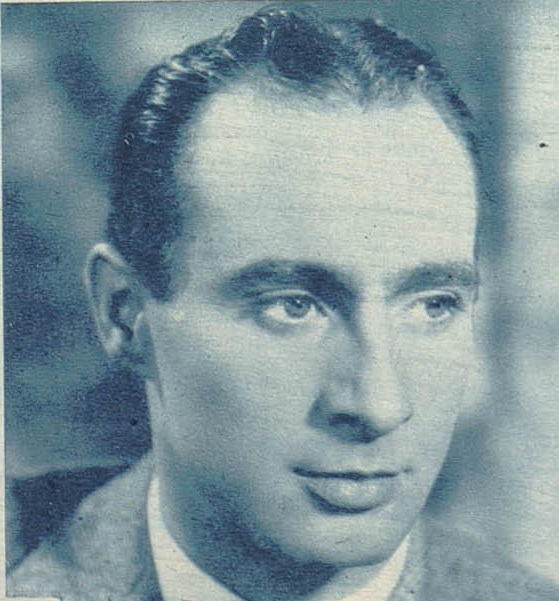

Durante los años 1940 se convierte en una de las estrellas del cine español. Su primera película de la década fue La florista de la reina dirigida por Eusebio Fernández Ardavín en donde interpreta a Juan Manuel, un poeta débil, soñador y pusilánime. Al año siguiente firma un contrato en exclusiva con Cifesa realizando tres películas que le harían convertirse en el galán de moda del momento: Harka, Sarasate, donde encarna al compositor Pablo Sarasate, y Escuadrilla. Al año siguiente realiza la película Raza de José Luis Sáenz de Heredia donde interpreta a José Churruca, personaje en quien algunos autores han visto una proyección imaginaria y sublimada de Francisco Franco. Este trabajo haría a Mayo especializarse en papeles militares: ¡A mí la Legión!, El frente de los suspiros, Malvaloca y Deliciosamente tontos. También realizaría películas que se desarrollan en épocas anteriores, principalmente en el siglo XIX (Un caballero famoso y El abanderado), algunas comedias (Pototo, Boliche y compañía) y sobre la Guinea Española (Su última noche y Afan Evu, el bosque maldito).
Durante los años 1950 deja de convertirse en el galán de la década anterior aunque participaría en varias películas muy reconocidas de la época. Comenzó con Séptima página de Ladislao Vajda, Hombre acosado de Pedro Lazaga, El alcalde de Zalamea junto a Fernando Rey (en donde interpreta al capitán Álvaro de Ataide) y El último cuplé de Juan de Orduña, filme protagonizado por Sara Montiel que, a pesar de sus problemas para estrenarse, se acabaría convirtiendo en el mayor éxito del cine español con una recaudación de cincuenta millones de pesetas. Alfredo Mayo realiza en esta película un papel menor como el gran duque de Rusia. Al final de esta década realiza tres coproduciones: Misión en Marruecos de Anthony Squire y Carlos Arévalo, donde vuelve a aparecer quince años después, antes en Arribada y forzosa junto a Silvia Morgan, Hola, Robinson en la versión francesa y Las legiones de Cleopatra donde realiza el papel de Octavio Augusto.
Durante los años 1960 participa en casi cincuenta películas, aunque desempeña papeles menores en donde sólo aparece algunos minutos, como en El turista de 1963. Son conocidas sus colaboraciones en la película El millón de Madigan de Stanley Prager, junto Dustin Hoffman, y 55 días en Pekín con Charlton Heston. 

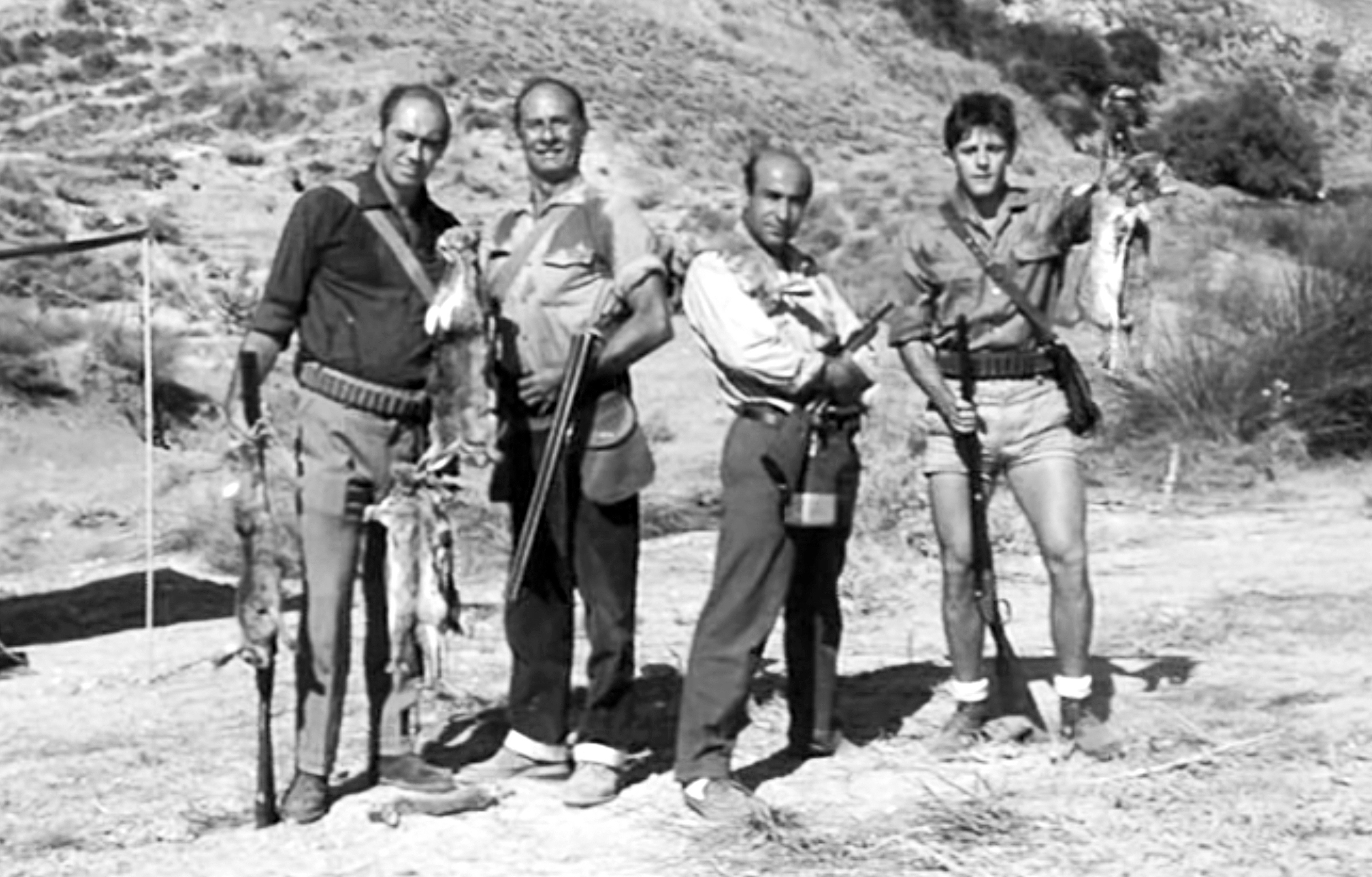
La caza (1966) de Carlos Saura. Alfredo Mayo segundo por la izquierda.

La crítica avala sus interpretaciones en dos obras maestras de Carlos Saura: La caza, que le valdría la Medalla al mejor actor del Círculo de escritores cinematográficos y que algunos califican la mejor de su carrera, y Peppermint frappé. También es muy reconocido su papel del finquero Germán en el segundo episodio de Los desafíos que le valdría su segundo premio del Círculo de escritores cinematográficos. Intervino en la coproducción hispano-argentina Operación San Antonio (1968).
Durante los años 1970 realiza una cincuentena de títulos de una gran diversidad: Los cántabros de Paul Naschy del género peplum, algunas del spaghetti western, comedias sin pretensión, históricas, pero también del destape, más críticas de la sociedad tradicional en varias historias contemporáneas o de terror. También aparece en la serie de televisión Cañas y barro, con éxito de audiencia. Su papel más reconocido de la década es el de don Pedro en la película La campana del infierno, que le vale un galardón del Sindicato Nacional de Espectáculo.
Durante los años 1980 vuelve a conseguir un papel de galán en la película de Luis García Berlanga Patrimonio nacional, aunque declaró que ya no era el tipo por el que se le conoció durante la posguerra. Participa de igual forma en televisión y cine, participando en Bearn o La sala de las muñecas, de Jaime Chávarri, junto a Fernando Rey, Amparo Soler Leal, Imanol Arias y Ángela Molina.
El 13 de mayo de 1985, según el cuadro clínico, ingresó en la clínica Mare Nostrum de Palma de Mallorca a las 12 de la madrugada por un infarto agudo de miocardio inferoposterior y desarrolló a las dos horas una parada cardiorrespiratoria refractaria, pero Alfredo Fernández, quien le atendió en UCI, explicó que no padecía ningún factor de riesgo para sufrir el infarto, salvo su tabaquismo. El actor mejoró el 17 de mayo, día de su 74.º cumpleaños, pero al día siguiente sufrió una reacción exógena, con una desorientación tempo-espacial, que aconsejó mantenerle en la clínica un par de días más. Falleció el 19 de mayo de 1985, a las 2 de la madrugada. Su mujer explicó que no se enteró de lo que le había pasado. En el momento de su fallecimiento estaba trabajando en el rodaje de la serie Tristeza de amor interpretando a Rivera, director de una cadena de radio; le sustituyó Eduardo Fajardo.

## Filmografía (selección)
- La florista de la reina (1940)
- ¡Harka! (1941)
- Escuadrilla (1941)
- Raza (1941)
- ¡A mí la Legión! (1942)
- Malvaloca (1942)
- El frente de los suspiros (1943)
- Deliciosamente tontos (1943)
- Obsesión (1947)
- El santuario no se rinde (1949)
- La leona de Castilla (1951)
- Séptima página (1951)
- El alcalde de Zalamea (1954)
- El último cuplé (1957)
- Quince bajo la lona (1959)
- Don Lucio y el hermano Pío (1960)
- Fray Escoba (1961)
- Teresa de Jesús (1961)
- Los guerrilleros (1963)
- 55 días en Pekín (1963)
- El señor de La Salle (1964)
- La caza (1966)
- Peppermint frappé (1967)
- Los desafíos (1969)
- El bosque del lobo (1970)
- Los gallos de la madrugada (1970)
- Marianela (1971)
- La selva blanca (1972)
- Vida conyugal sana (1974)
- Proceso a Jesús (1974)
- Estoy hecho un chaval (1977)
- Los restos del naufragio (1978)
- Cañas y barro (serie de televisión, 1978)
- El tahúr (1979)
- Manaos (1978)
- Patrimonio nacional (1981)
- La leyenda del tambor (1981)
- Cecilia (1982)
- Bearn o La sala de las muñecas (1983)

## Premios
Medallas del Círculo de Escritores Cinematográficos
| Año  | Categoría   | Película     | Resultado |
| ---- | ----------- | ------------ | --------- |
| 1966 | Mejor actor | La caza      | Ganador   |
| 1969 | Mejor actor | Los desafíos | Ganador   |

- 1973: Premio del Sindicato Nacional del Espectáculo por La campana del infierno.